# Orthophytum
Orthophytum  es un género de plantas con flores perteneciente a la familia Bromeliaceae, subfamilia Bromelioideae. Es originario de Brasil.  Comprende 59 especies descritas y de estas, solo 55 aceptadas.

## Taxonomía
El género fue descrito por Johann Georg Beer y publicado en Flora 37: 347. 1854. La especie tipo es:  Orthophytum glabrum
Etimología
Orthophytum: nombre genérico compuesto que deriva del griego "ortho" = derecho y "phytum" = planta.

## Especies aceptadas
A continuación se brinda un listado de las especies del género Orthophytum aceptadas hasta octubre de 2013, ordenadas alfabéticamente. Para cada una se indica el nombre binomial seguido del autor, abreviado según las convenciones y usos.
- Orthophytum albopictum Philcox
- Orthophytum alvimii W.Weber
- Orthophytum amoenum (Ule) L.B.Smith
- Orthophytum benzingii Leme & H.Luther
- Orthophytum braunii Leme
- Orthophytum burle-marxii L.B.Smith & R.W.Read:
  - Orthophytum burle-marxii L.B.Smith & R.W.Read var. burle-marxii
  - Orthophytum burle-marxii var. seabrae Rauh
- Orthophytum compactum L.B.Smith
- Orthophytum disjunctum L.B.Smith:
  - Orthophytum disjunctum var. angustobracteatum Rauh
  - Orthophytum disjunctum L.B.Smith var. disjunctum L.B.Smith
  - Orthophytum disjunctum var. minus L.B.Smith
  - Orthophytum disjunctum var. striatum Rauh
  - Orthophytum disjunctum var. variegatum Rauh
  - Orthophytum disjunctum var. viridiflorum Rauh
- Orthophytum duartei L.B.Smith
- Orthophytum eddie-estevesii Leme
- Orthophytum estevesii (Rauh) Leme
- Orthophytum falconii Leme
- Orthophytum foliosum L.B.Smith
- Orthophytum fosterianum L.B.Smith
- Orthophytum glabrum (Mez) Mez
- Orthophytum grossiorum Leme & Paula
- Orthophytum gurkenii Hutchison
- Orthophytum hatschbachii Leme
- Orthophytum horridum Leme
- Orthophytum humile L.B.Smith
- Orthophytum lemei E.Pereira & I.A.Penna
- Orthophytum leprosum (Mez) Mez
- Orthophytum lucidum Leme & H.Luther
- Orthophytum lymanianum E.Pereira & I.A.Penna
- Orthophytum magalhaesii L.B.Smith
- Orthophytum maracasense L.B.Smith
- Orthophytum mello-barretoi L.B.Smith
- Orthophytum navioides (L.B.Smith) L.B.Smith
- Orthophytum rubrum L.B.Smith
- Orthophytum sanctum L.B.Smith
- Orthophytum saxicola (Ule) L.B.Smith:
  - Orthophytum saxicola var. aloifolium O.Schwartz
  - Orthophytum saxicola (Ule) L.B.Smith var. saxicola
- Orthophytum sucrei H.Luther
- Orthophytum supthutii E.Gross & Barthlott
- Orthophytum toscanoi Leme
- Orthophytum vagans M.B.Foster

### Cultivos
- Orthophytum 'Andrea'
- Orthophytum 'Blaze'
- Orthophytum 'Brunswick'
- Orthophytum 'Clouds'
- Orthophytum 'Copper Penny'
- Orthophytum 'Donna Shaw'
- Orthophytum 'Iron Ore'
- Orthophytum 'Ivory Tower'
- Orthophytum 'Milagres'
- Orthophytum 'Mother Lode'
- Orthophytum 'Stardust'
- Orthophytum 'Starlights'
- Orthophytum 'Stellar Beauty'
- Orthophytum 'Warana'
- Orthophytum 'Warren Loose'